# Црква Светог Рока
Црква светог Рока се налази у делу Петроварадина званом Нови Мајур. Саграђена је 1808. године. Целокупна документација о раној историји ове цркве изгорела је у Мађарској револуцији 1849. године, током сукоба мађарских револуционара и одреда Срба и Хрвата којима је командовао Јосип Јелачић.
Од цркве креће стари Крижни пут који је водио све до Калварије, тј. до подземне капеле која симболизује брдо Голготу и Исусов гроб. Сама Калварија је данас запуштена. Постала је неупотребљива због брзог насељавања, па је нови Крижни пут изграђен на Текијама. Изнад капеле су стајала три распећа, која подсећају на дан када је Исус Христ распет на Гоглоти. Средишње распеће је срушено током деведесетих година 20. века, а два преостала распећа, мада оштећена, стоје и данас.